# Johann David Ludwig Graf Yorck von Wartenburg
Johann David Ludwig Graf Yorck von Wartenburg (Potsdam, 26 september 1759 – Gut Klein-Öls, bij Ohlau in Neder-Silezië, 4 oktober 1830) was een Duits aristocraat en militair. Hij bracht het in Pruisische dienst tot veldmaarschalk.
Na in Pruisen in ongenade te zijn gevallen nam hij in 1782 dienst in Nederland. Hij werd kapitein in het regiment De Meuron, een regiment Zwitsers in dienst van de VOC, en verbleef op de Kaap de Goede Hoop en Ceylon. In 1785 nam hij ontslag. Teruggekeerd in Pruisische dienst trok hij aan de zijde van Napoleon naar Moskou. Later speelde hij een grote rol in de Duitse bevrijdingsoorlogen.
Hij droeg onder andere de Orde Pour le Mérite, het grootkruis van het IJzeren Kruis en de Hoge Orde van de Zwarte Adelaar. De Russische keizer maakte hem commandeur in de Orde van Sint-Joris. Hij droeg ook de Oostenrijkse Orde van Maria Theresia waarin hij commandeur was.
De componist Ludwig van Beethoven noemde zijn Yorckscher Marsch, die hij in 1808 of 1809 componeerde, naar hem.

## Militaire loopbaan
- Gefreiten: 1772
- Leutnant: 1777
- Kapitän: mei 1787
- Major: 1792
- Oberst: 1805
- Generalmajor: juni 1807
- Generalgouverneur: 1811
- Generalleutnant: 1812
- General der Infanterie: 1 januari 1814
- Generalfeldmarschall: 5 mei 1821

## Decoraties
- Pour le Mérite op juni 1807[2]
- Grootkruis van het IJzeren Kruis op 31 maart 1814
- Orde van de Zwarte Adelaar
- IJzeren Kruis
- Commandeur in de Orde van Sint-Joris
- Commandeur in de Maria-Theresia Orde
- Graf in maart 1814
- Commandeur in de Orde van Sint-George op 10 december 1813

- Bibliothèque nationale de France: cb17006946c (data)
- Gemeinsame Normdatei: 120310805
- International Standard Name Identifier: 0000 0000 6680 8062
- Library of Congress Control Number: n2003071529
- Nationale Bibliotheek van Letland: 000207834
- Nationale Bibliotheek van Israël: 987007296539905171
- Nationale Bibliotheek van Polen: a0000001187196
- Nederlandse Thesaurus van Auteursnamen: 070057524
- Système universitaire de documentation: 135486211
- Virtual International Authority File: 20508533
- WorldCat: E39PBJbxHfmbB88b3HvMHTrXh3